# Operazione Fourth Therm
L'operazione Fourth Therm, o del quarto termine, fu un'offensiva lanciata dagli Stati Uniti nella Seconda guerra mondiale tra il 4 e l'11 febbraio 1945, volta alla conquista di Massa, nel più ampio scenario del fronte della Linea Gotica. Dopo diversi giorni di combattimenti costosi e improduttivi, il comandante della 92nd Infantry Division annullò l'attacco e l'operazione non riuscì a raggiungere l'obiettivo.

## Premesse
Al dicembre 1944, il fronte degli alleati nella Toscana nord-occidentale si estendeva da Forte dei Marmi alla valle di Barga; questa prima linea era difesa dalla novantaduesima divisione di fanteria americana, formata interamente da soldati afroamericani e praticamente priva di esperienza. Consci dell'inesperienza del nemico, tra il 26 e il 28 dicembre la Wehrmacht e l'Esercito Nazionale Repubblicano lanciarono la loro ultima offensiva sul fronte italiano: l'operazione Wintergewitter. I tedeschi riuscirono inizialmente a penetrare nella valle di Barga, sconfiggendo la 92ª divisione di fanteria, tuttavia l'intervento dell'ottava divisione di fanteria indiana riuscì a fermare l'avanzata. In breve tempo, le forze italo-tedesche furono costrette ad abbandonare il poco terreno riconquistato, riuscendo tuttavia, oltre alla cattura di oltre duecento prigionieri, a impossessarsi di armi ed equipaggiamento.

### La pianificazione dell'Offensiva
Terminata l'offensiva delle forze dell'Asse, Willis D. Crittenberger venne nominato comandante dell'US Fifth Army per pianificare un attacco volto alla conquista di Castelnuovo di Garfagnana, posto in una posizione centrale nell'Alta Valle del Serchio, e la base navale di La Spezia. L'offensiva sarebbe stata la principale della 92ª divisione di fanteria dell'Esercito Americano e venne programmata in due fasi. Nella prima, due reggimenti di fanteria lanciarono attacchi diversivi nella Valle del Serchio. Il loro obiettivo era attirare le riserve nemiche dalle aree costiere e liberare le difese che si affacciavano su un grande centro tedesco di rifornimento e comunicazioni, successivamente attraversare la costa e la città di Seravezza, tentando di catturare le colline prospicienti il corridoio costiero e gli accessi alla città di Massa. Se la 92ª Divisione di Fanteria riuscisse a conquistare quelle colline, controllerebbe le strade costiere fino a Massa, portando l'artiglieria della divisione nel raggio di La Spezia.

## L'operazione

### Garfagnana
L'offensiva nell'alta valle del Serchio iniziò il 4 febbraio: il 366º fanteria, fatta eccezione per il terzo battaglione, colpì dal lato ovest del fiume e mentre il 365º fanteria dal lato opposto. Le unità di entrambi i reggimenti avanzarono. Mentre la 366a riuscì a occupare Gallicano, la 365a giunse ai piedi del crinale di Lama di Sotto.
Tuttavia, l'attacco principale prese vita il giorno successivo. La 366a si diresse verso Calomini e Vergemoli. Certe unità della 365ª mossero attacchi verso Lama di Sotto: riuscirono a occupare Lama, il Colle Gob e il Monte Della Stella, resistendo successivamente ai contrattacchi tedeschi. Malgrado l'avanzata fosse continuata pure il giorno successivo, nella notte tra il 7 e l'8 febbraio, il 2º Battaglione del 286º Granatieri della Divisione Germanica lanciò due contrattacchi. Il primo, mosso prima dell'alba, fu respinto; il secondo, dopo il tramonto, cacciò le truppe del 365° indietro di 500 metri, riuscendo a riprendere Lama e Monte Della Stella.
Il 10 le unità statunitensi, dopo aver respinto ogni contrattacco italo-tedesco, si mossero per la riconquista del crinale posto a nord-est di Lama. All'attacco parteciparono due battaglioni del 365º reggimento di Fanteria e il 2º Battaglione del 366º reggimento di Fanteria. Le truppe dei battaglioni del 365°, malgrado il ripetuto fuoco d'artiglieria, riuscirono a occupare nuovamente Lama e il suo crinale, catturando cinquantacinque prigionieri. Tuttavia, i tedeschi tornarono sull'offensiva e prima del calar del sole penetrarono a Lama.
L'11, l'ultimo giorno dell'operazione, i tedeschi lanciarono quattro contrattacchi, con scarsi risultati.

### Versilia
Gli attacchi vicino al Canale del Cinquale, Seravezza e Strettoia iniziarono tra le 6.00 e le 7.30 dell'8 febbraio 1945, e vennero lanciati dal 370°,  371º e dal 3º battaglione del 366º reggimento di fanteria, con il supporto del 760º Battaglione Carri, di un plotone di cacciacarri del 701º battaglione di cacciacarri e del 27 ° battaglione di artiglieria da campo corazzato, posti sotto il comando della Task Force 1 che, nel corso dell'operazione, avanzò lungo la spiaggia passando da Forte dei Marmi in direzione del canale, nel quale penetrò dalla foce in direzione della Highway 1. Il 370º reggimento di fanteria, il cui fianco sinistro era rivolto all'autostrada mentre il fianco destro alle montagne, attaccò in colonna di tre battaglioni, i quali dovettero occupare tre colline. L'idea era quella di stabilire solidi avamposti, con più truppe disponibili in caso di un'ipotetica controffensiva nemica, imparando dagli errori commessi nelle precedenti esperienze del reggimento, in quanto spesso il terreno ottenuto veniva poi riconquistato dai difensori. Lungo il lato sinistro della Highway 1 era presente una forza composta da due compagnie di mezzi corazzati, rispettivamente leggeri e medi, da un plotone di cacciacarri e ingegneri, il cui compito era la rimozione delle mine e la neutralizzazione degli ostacoli e, in cooperazione con i volontari della 370ª unità (sessanta uomini e tre ufficiali), doveva effettuare un'azione diversiva. A destra del 370°, il 371° attaccò in zona, mantenendo il contatto con il 370° alla sua sinistra. L'assalto frontale doveva coprire le oltre venti miglia della zona d'azione della Buffalo.
L'offensiva principale incontrò presto problemi. Dopo aver percorso solo 800 iarde (circa 730 metri), la 371º fanteria incappò in un campo minato nemico e dovette fermarsi, esponendo così il fianco destro del 370º fanteria. Supportato dagli aerei dell'86th Fighter-Interceptor Squadron, il battaglione leader del 370º fanteria continuò tuttavia ad avanzare e nel tardo pomeriggio riuscì a raggiungere il suo obiettivo iniziale. Intorno alle 17:30, gli uomini non appena si trincerarono, vennero bersagliati da una devastante raffica di colpi di mortaio e artiglieria, segnalando così un brusco contrattacco. Il fuoco dei mortai e dell'artiglieria travolse rapidamente la compagnia avanzata e costrinse la seconda a ritirarsi lungo le pendici orientali dei Colli di Strettoia. Unità di un altro battaglione statunitense che procedevano secondo il piano per raggiungere la vetta successiva, si imbatterono in uomini che cadevano sotto il fuoco nemico. Nella confusione che ne derivò l'attacco fallì completamente. Nella stretta pianura costiera a sinistra delle colline di Strettoia le cose non andarono diversamente. Nella notte, solo una delle tre colline rimase sotto il controllo dei soldati americani.
La Task Force 1, che riuscì a passare il Canale del Cinquale, avanzò di circa 450 metri a nord del canale per poi dirigersi verso una strada costiera parallela alla Highway 1. Le mine misero fin da subito fuori combattimento due corazzati, ostacolando il passaggio dei carri armati in colonna. Il fuoco d'artiglieria delle batterie costiere di Punta Bianca impedì agli ingegneri la costruzione di un ponte sul canale e la disinnescazione delle mine anticarro. I veicoli blindati, che tentavano lo sfondamento attraverso il campo in direzione della strada, fecero nuovamente i conti con le mine, che causarono la distruzione di ulteriori quattro veicoli. Il fuoco di mitragliatrici e mortai contribuì a rallentare ulteriormente l'avanzata, ma entro sera la Task Force era completamente posta lungo il lato nord del canale. Durante l'avanzata, il 3º battaglione del 366° subì alte perdite, tra cui il comandante del battaglione, il maggiore Willis Polk.
L'operazione riprese il giorno successivo, tuttavia con scarsi risultati da parte del 370º e del 371º reggimento, i quali sono riusciti a tenere testa ai contrattacchi lanciati dai nemici durante la giornata. Nel frattempo, il 370º reggimento inviò il resto del proprio 1º battaglione alla Task Force 1; durante l'attraversamento del canale, tre carri armati leggeri del 758º battaglione, incaricato di trasportare le unità del battaglione, sprofondarono nelle profonde cavità causate dall'artiglieria situate nel letto del corso d'acqua. A causa dei campi minati, i carri armati si ritrovarono costretti a piazzarsi vicino alla spiaggia. I cacciabombardieri statunitensi non potevano operare a causa delle condizioni atmosferiche, lasciando che l'artiglieria costiera italiana operasse indisturbata, colpendo ripetutamente la testa di ponte alleata, che si estendeva per circa 900 metri a nord e circa 550 metri nell'entroterra del canale. I primi due contrattacchi lanciati dai tedeschi all'alba e a mezzogiorno furono respinti ma un terzo, mosso nella tarda sera, riuscì nell'intento di respingere la task force.
Il 10, ripresero gli attacchi: il 3º battaglione del 371° venne assegnato al 370º reggimento, creando grande confusione. Le unità del 371° riuscirono a impadronirsi di una collina; attorno alle 15.00 un distaccamento formato da due compagnie risalì la prima e la seconda collina, ottenendo sette prigionieri e due mitragliatrici, riuscendo inoltre a occupare una posizione strategica per la copertura del 371°. Quest'ultimo, dovette resistere ai contrattacchi del 285º reggimento, della 148ª divisione di granatieri e di unità distaccate, provenienti dal Battaglione di mitragliatrici Kesselring. Lo stesso giorno, mentre la Task Force I stava tentando lo sfondamento della Highway 1, i carri armati, che si stavano muovendo verso le posizioni difensive tedesche, subirono un pesante fuoco delle mitragliatrici automatiche. Tuttavia, un attacco di squadra riuscì a neutralizzare i nidi di mitragliatrici nemiche.
I rifornimenti, prima ridotti a munizioni di piccole dimensioni e piccole quantità di viveri, ora giungevano in quantità maggiori, nonostante la via di rifornimento non fosse ancora sicura a causa del tiro dell'artiglieria e delle armi automatiche. Infatti, vista la mancanza di un ponte sul canale, i rifornimenti dovevano essere trasportati a mano, attraversando il corso d'acqua.
Le unità poste nel caposaldo, che erano oramai sfinite e in piedi da due giorni, vennero colpite da un assalto dei difensori e respinte su una nuova linea difensiva.

### La fine dell'operazione
Nel corso della notte tra il 10 e l'11 febbraio, l'artiglieria italiana, in gran parte da Punta Bianca, mise in atto uno sbarramento di artiglieria pesante volto alla nuova linea di difesa posta oltre il canale, mentre le truppe italo-tedesche mossero un nuovo assalto contro le unità del 371° e del distaccamento del 370°. Nel frattempo, sul fronte della Garfagnana, il 365º reggimento richiedeva la rimozione del 2º battaglione proveniente dal 366° dal proprio fronte, dove le sue stesse truppe stavano tenendo testa ai contrattacchi tedeschi. Inoltre, il 2º e il 3º battaglione del 370° erano completamente nel caos organizzativo.
Dopo tre giorni di combattimenti costosi ma inconcludenti, anche a causa del caos che stava incombendo sulle sue truppe, il generale Almond ordinò di fermare l'attacco.

## Conseguenze
Durante l'attacco sul settore del Versilia, il 371° perse 4 ufficiali e 17 uomini uccisi, tra cui il comandante del suo 3º battaglione, e 4 ufficiali e 104 uomini feriti e dispersi. Il 370°, le cui linee erano generalmente le stesse di quando iniziò l'attacco, perse 15 ufficiali, 3 dei quali uccisi in azione, e 197 uomini arruolati, 13 dei quali furono uccisi in azione, Il 366º fanteria, perse 5 ufficiali e 152 soldati uccisi, 14 ufficiali e circa 300 soldati feriti e 153 dispersi; di questi, le perdite del 3º battaglione sono così riportate: 2 ufficiali e 31 arruolati uccisi, 10 ufficiali e 177 arruolati feriti e 48 arruolati dispersi. Sconosciute le perdite del 86º squadrone caccia e quelle dei battaglioni carri di cui si sa solo che persero 22 carri armati, altre fonti parlano invece di 27 veicoli corazzati distrutti. Nel complesso le perdite americane dell'Operazione Fourth Term superarono le 1000 unità. Secondo altre fonti l'operazione congiunta Serchio/Versilia superò le 1100 vittime di cui 56 ufficiali. Altre ancora parlano di 1200 vittime. Fonti più dettagliate parlano di 300 morti e 1000 feriti, riferendosi tuttavia agli scontri avvenuti dal 7-11 febbraio, di conseguenza la cifra rimane incompleta.
Il fallito attacco al Canale del Cinquale fu il più significativo dei numerosi fallimenti dell'unità e il capo di stato maggiore dell'esercito, generale George Marshall, ordinò la riorganizzazione della divisione. Il 365º e il 371º reggimento di fanteria furono distaccati dalla divisione per il riaddestramento, portando con sé tutti i soldati al di sotto degli standard. Tutte le migliori truppe rimaste si unirono al 370º reggimento di fanteria. Il Dipartimento della Guerra assegnò quindi due nuovi reggimenti alla divisione: il 473º reggimento di fanteria, un'unità bianca, e il 442º reggimento di fanteria (Nisei), l'unità nippo-americana che sarebbe diventata il reggimento più decorato dell'esercito americano.

### Considerazioni sulla battaglia
Sia da parte americana che da parte tedesca viene più volte fatto cenno alle batterie italiane di Punta Bianca, queste batterie navali da 280mm si rivelarono una vera e propria spina nel fianco per l'avanzata alleata. Le batterie di Monte Bastione, di Turano e Castagnola appartenenti al Gruppo d'artiglieria Pezzini vennero citate nel bollettino germanico per questo episodio: i soldati di leva sono ormai veterani con cinque mesi di linea di fronte sulle spalle.